# Hermes Lima
Hermes Lima (Livramento de Nossa Senhora, 22 de dezembro de 1902 — Rio de Janeiro, 10 de outubro de 1978) foi um político, jurista, jornalista, professor e ensaísta brasileiro.
Foi ministro-chefe do Gabinete Civil da Presidência da República, ministro das Relações Exteriores, presidente do Conselho de Ministros, durante a breve experiência parlamentarista ocorrida no Governo João Goulart, e ministro do Supremo Tribunal Federal, tendo sido aposentado compulsoriamente desse cargo pelo AI-5.
Foi, também, membro da Academia Brasileira de Letras, que lhe conferiu o Prêmio Machado de Assis em 1975.

## Biografia
Nascido na Bahia, filho de Manuel Pedro de Lima e Leonídia Maria de Lima, formou-se na Faculdade de Direito da Bahia, em 1924, e foi eleito neste mesmo ano deputado estadual. Em 1926 mudou-se para São Paulo, onde lecionou na Faculdade de Direito do Largo de São Francisco.
Em 1935 mudou-se para o Rio de Janeiro, onde ocupa o cargo de Diretor da Faculdade Nacional de Direito (FND), da Universidade do Brasil (atual UFRJ). Colabora em diversos jornais, sendo neste ano preso pela Ditadura Vargas.
Em 1945 participou da fundação da União Democrática Nacional (UDN), elegendo-se Deputado Constituinte pelo antigo Distrito Federal. Em 1947 participou da fundação do Partido Socialista Brasileiro, indo em 1950 para o Partido Trabalhista Brasileiro. Na década de 1950 representou o Brasil em eventos internacionais.
Com a crise deflagrada pela renúncia de Jânio Quadros, foi instituído o Regime Parlamentarista. O presidente Jango nomeou Hermes Lima Presidente do Conselho, cargo que ocupou de 18 de setembro de 1962 a 24 de janeiro de 1963, quando o plebiscito destinado à escolha do regime determinou a volta ao presidencialismo. Foi ministro das Relações Exteriores cumulativamente com o cargo de primeiro-ministro, continuando na pasta quando João Goulart assumiu o governo presidencialista. Em junho daquele ano foi nomeado para o Supremo Tribunal Federal.
Uma de suas mais caras defesas durante a vida foi a do "Estado de Direito" - durante o Regime Militar viu como única forma de preservar a integridade física do amigo a quem tanto admirava Anísio Teixeira, (de quem aliás fez uma extensa biografia) seria fazendo dele um imortal da A.B.L. - lançando assim a sua candidatura. Anísio morreu, em 1971, de forma misteriosa, justamente quando realizava sua última visita protocolar.
Foi eleito para a Academia Brasileira de Letras em dezembro de 1968, ocupando a cadeira 7, e em janeiro de 1969 foi aposentado do Supremo Tribunal Federal pelo Ato Institucional nº 5. Foi o primeiro presidente da Academia Brasiliense de Letras.
Foi casado com Maria Moreira Dias Lima.

## Academia Brasileira de Letras
Hermes Lima foi o quinto ocupante da cadeira 7, que tem por patrono Castro Alves. Tomou posse a 18 de dezembro de 1968, sendo recebido por Ivan Lins.

### Obras
- Introdução à ciência do Direito, (1933);
- Problemas do nosso tempo, ensaio (1935);
- Tobias Barreto, a época e o homem, biografia (1939).

### Ensaios
- Notas à vida brasileira, (1945);
- Lições da crise, (1955);
- Ideias e figuras, (1957);
- Variações críticas sobre o nacionalismo, (1958);
- Travessia, memórias (1974);
- Anísio Teixeira, estadista da educação, biografia (1978).

### Teses de concursos
- Direito da Revolução (1925);
- Material para um conceito de Direito (1933).